# Villagrande Strisaili
Villagrande Strisaili (en sard, Biddamanna Istrisàili) és un municipi italià, dins de la província de Nuoro. L'any 2007 tenia 3.697 habitants. Es troba a la regió de l'Ogliastra. Limita amb els municipis de Arzana, Desulo (NU), Fonni (NU), Girasole, Lotzorai, Orgosolo (NU), Talana i Tortolì.

## Administració
| Període | Identitat       | Partit        |
| ------- | --------------- | ------------- |
| 2005-   | Vincenzo Basciu | Llista Cívica |

## Personatges il·lustres
- Rina Brundu, escriptora i actriu